# Славяновка (Калининградская область)
Славяновка — посёлок в Багратионовском районе Калининградской области. Входит в состав Гвардейского сельского поселения.

## Население
| 2002 | 2010  |
| ---- | ----- |
| 1301 | ↗1395 |

## Достопримечательности
- Усадьба графов Калькштайн.